# South Stars de Birmingham
Les South Stars de Birmingham sont une franchise de hockey sur glace professionnel ayant évolué au sein de la Ligue centrale de hockey lors de la saison 1982-1983. Basés à Birmingham en Alabama, l'équipe joue ses rencontres à domicile au Birmingham-Jefferson Civic Center.

## Historique
Suivant la fin abrupte des Bulls de Birmingham lors de la saison 1980-1981, Southern Hockey, Ltd, un groupe d'investisseurs comprenant entre autres Brent Hughes et Phil Roberto, tous deux anciens joueurs des Bulls, tente de trouver un accord avec la Ligue centrale de hockey (LCH) pour une nouvelle franchise à Birmingham en vue de la saison 1982-1983. Également un temps en contact avec les Rangers de New York, Southern Hockey s'entend pour une affiliation avec les North Stars du Minnesota de la Ligue nationale de hockey qui transfèrent leur club-école des South Stars de Nashville en Alabama. La nouvelle équipe conserve le nom et les couleurs de Nashville ainsi que son entraîneur-chef Gene Ubriaco.
Au cours de la saison, les South Stars connaissent des difficultés financières et, en février 1983, l'État menace de suspendre la franchise si elle ne règle pas ses impôts impayés. Sur la glace, les South Stars classent troisième de la ligue. Avec 108 points inscrits, Wes Jarvis finit meilleur pointeur de la ligue tandis que trois de ses coéquipiers terminent également parmi les dix meilleurs marqueurs de la saison. Durant les séries éliminatoires, Birmingham éliminent les Flames du Colorado quatre victoires à deux avant d'affronter les Checkers d'Indianapolis en finale de la Coupe Adams. Les joueurs menacent alors de faire grève si plusieurs de leurs demandes ne sont pas respectées, parmi lesquels que le voyage pour Indianapolis soit fait par avion et non par bus. Un accord est trouvé avec la direction du club et les rencontres se poursuivent. Dans une série jouée au meilleur des neuf matchs, les South Stars mènent 2-1 après trois rencontres mais enchainent ensuite quatre défaites et s'inclinent finalement 2-5.
Plusieurs joueurs de l'équipe sont récompensés. Outre le Trophée Phil Esposito de meilleur pointeur de la saison, Jarvis est nommé dans la première équipe d'étoiles. Dave Richter et Warren Young sont quant à eux placés dans la seconde équipe. Ubriaco reçoit le Trophée Jack Milford du meilleur entraîneur de l'année.
Malgré leur succès, les South Stars sont en dette à hauteur de 70 000 dollars à l'issue de la saison. Le 6 juin 1983, la ligue suspend la franchise à la demande des North Stars mais garde la porte ouverte au cas où la situation s'améliore. Le 28 juillet 1983, le président Mike McClure annonce que l'équipe rejoint l'Atlantic Coast Hockey League (ACHL) pour la saison 1983-1984, mettant un terme définitif à la franchise en LCH,.

## Statistiques
| Saison    | PJ | V  | D  | N | % V  | BP  | BC  | Pts | Classement           | Séries éliminatoires | Entraîneur   |
| --------- | -- | -- | -- | - | ---- | --- | --- | --- | -------------------- | -------------------- | ------------ |
| 1982-1983 | 80 | 41 | 37 | 2 | 52,5 | 297 | 297 | 84  | 3e place de la ligue | Finaliste            | Gene Ubriaco |

## Personnalités de l'équipe
35 joueurs portent les couleurs de l'équipe au cours de son unique saison. Jim Dobson, Glenn Hicks et Craig Homola disputent chacune des 80 parties de la saison régulière. Wes Jarvis est le meilleur marqueur de l'équipe avec 40 buts et 68 aides pour un total de 108 points. Avec 211 minutes reçues, Dave Richter est le joueur le plus pénalisé de l'équipe. Sur les six gardiens utilisés, Markus Mattsson est celui qui a disputé le plus de rencontres avec 28, dont 17 victoires et un blanchissage. 
Gene Ubriaco est le seul entraîneur-chef de l'équipe.